# Cologne Centurions (ELF)
Die Cologne Centurions sind eine in Köln beheimatete American-Football-Mannschaft. Sie spielt in der 2021 gegründeten European League of Football. Das Team übernahm den Namen der Cologne Centurions, die von 2004 bis 2007 in der NFL Europa spielten.

## Geschichte

### Saison 2021
Die erste Saison um Runningback und MVP Madre London und den deutschen Quarterback Jan Weinreich wurde auf Platz 2 der Süd-Division mit fünf Siegen und fünf Niederlagen abgeschlossen. Das Halbfinale in den Playoffs verloren die Centurions gegen den späteren Meister Frankfurt Galaxy. Im ligaweiten Vergleich war Köln sogar nur das fünftbeste der acht Teams, da der direkte Vergleich gegen die Leipzig Kings (ebenfalls fünf Siege und fünf Niederlagen) verloren ging. Leipzig qualifiziert sich als drittplatziertes Team im Norden allerdings nicht für die Playoffs. Trainer der Mannschaft in der ersten Spielzeit war Kirk Heidelberg. Er verließ die Mannschaft nach der Saison 2021.

### Saison 2022
In der zweiten Saison übernahm Frank Roser das Amt des Head Coach. Anfang April wechselte Madre London zu den Pittsburgh Maulers in der neu gegründeten USFL. Die Centurions starteten mit zwei Siegen in die Saison, mussten jedoch danach neun Niederlagen in Folge hinnehmen. Das Team beendete die Saison damit auf Platz 3 der Southern Conference. Nach dem letzten Spiel der regulären Saison 2022 gab Frank Roser bekannt, dass er einvernehmlich von seiner Position als Cheftrainer der Centurions zurückgetreten ist.

### Saison 2023
Als neuer Cheftrainer wurde im Oktober 2022 Kahlil Carter verpflichtet. Carter war zuletzt 2018 als Defensive Coordinator der Montreal Alouettes in der CFL sowie als Trainer im High School Football tätig. Mitte Oktober 2022 kündigte Quarterback Jan Weinreich an, dass er 2023 nicht für die Centurions spielen wird. Am 17. März 2023 gaben die Centurions des Rücktritts von Kahlil Carter vom Amt des Head Coach bekannt. Nachfolger wurde Christos Lambropoulos.
Die Saison lief sportlich enttäuschend. In der starken Western Conference gelang kein einziger Sieg. Allein in den Interconference-Spielen gegen die Prague Lions konnten die Kölner zwei Mal gewinnen. Dazu kamen zwei Siege am grünen Tisch nach dem Rückzug der Leipzig Kings.
Anfang Oktober 2023 kündigten die Centurions an, die Verträge von Sportdirektor David Drane, Head Coach Christos Lambropoulos, Defensive Coordinator Javan Lenhardt, OL-Coach Jason Tillery und RB-Coach Glynn Mansfeld nicht zu verlängern. Neuer General Manager wurde im November 2023 Christoph Lörcks.

### Saison 2024
Als neuer Head Coach wurde Gregg Brandon verpflichtet, der bereits über 40 Jahre Collegeerfahrung mitbringt. Als Defensive Coordinator sicherten sich die Centurions die Dienste von Jag Bal. Nach dem siebten Spieltag verließ Brandon aus gesundheitlichen Gründen die Centurions. Seine Position als Head Coach wurde von Jag Bal übernommen. Als neuer Offensive Coordinator wurde Offensive Line Coach Greg Studrawa bestimmt.
Da die Kölner Stadien während der Fußball-Europameisterschaft 2024 belegt waren, spielten die Centurions die ersten vier Heimspiele im Tivoli im nahegelegenen Aachen. Mit Ausnahme des ersten Spiels mit Rhein Fire als Gegner (8558 Zuschauer) war der Zuschauerzuspruch jedoch enttäuschend. Die restlichen beiden Heimspiele fanden im Kölner Südstadion statt.
Sportlich konnten die vor der Saison als klarer Außenseiter eingestuften Kölner etwas überraschen. Insbesondere gelangen sowohl gegen Frankfurt Galaxy als auch gegen die Hamburg Sea Devils jeweils zwei Siege. Insgesamt beendeten die Centurions mit ausgeglichener Bilanz auf dem vierten Platz der starken Western Conference.

## Statistik

### Platzierungen
| Saison | Conf./Div. | Platz | Spiele | S  | N  | SQ    | P+    | P−    | Diff   | Conf  | Serie                   | Postseason                             | Zuschauer Ø |
| ------ | ---------- | ----- | ------ | -- | -- | ----- | ----- | ----- | ------ | ----- | ----------------------- | -------------------------------------- | ----------- |
| 2021   | South      | 2.    | 10     | 5  | 5  | 0,500 | 320   | 365   | 00−45  | 3:3   | 1N‒2S‒1N‒2S‒2N‒1S‒1N    | HF Niederlage: Frankfurt Galaxy (6:36) | 1.167       |
| 2022   | South      | 3.    | 12     | 3  | 9  | 0,250 | 301   | 473   | 0−172  | 2:4   | 2S‒9N‒1S                | –                                      | 1.843       |
| 2023   | Western    | 5.    | 12     | 4  | 8  | 0,333 | 186   | 330   | 0−144  | 0:8   | 1N‒1S‒3N‒1S‒3N‒2S‒1N    | –                                      | 2.773       |
| 2024   | Western    | 4.    | 12     | 6  | 6  | 0,500 | 303   | 444   | 0−141  | 4:6   | 1N‒1S‒3N‒2S‒1N‒1S‒1N–2S | –                                      | 2.824       |
| 2025   | West       | 4.    | 12     | 0  | 12 | 0,000 | 69    | 739   | 0−670  | 0:6   | 12N                     | –                                      | 0770        |
| Summe  | Summe      | Summe | 58     | 18 | 40 | 0,310 | 1.180 | 2.351 | −1.171 | 09:27 |                         | Halbfinale 0:1                         | 1.894       |

(HF: Halbfinale, CG: Championship Game)

### Direkter Vergleich
| Gegner              | erste Begegnung | Regular Season | Regular Season | Regular Season | Regular Season | Regular Season | Regular Season | Regular Season | Play-offs | Play-offs | Play-offs | Play-offs | Play-offs | Höchster Sieg | Höchste Niederlage |
| Gegner              | erste Begegnung | Sp             | S              | N              | SQ             | P+             | P−             | Diff           | S         | N         | P+        | P−        | Diff      | Höchster Sieg | Höchste Niederlage |
| ------------------- | --------------- | -------------- | -------------- | -------------- | -------------- | -------------- | -------------- | -------------- | --------- | --------- | --------- | --------- | --------- | ------------- | ------------------ |
| Barcelona Dragons   | 2021            | 4              | 1              | 3              | 0,250          | 138            | 143            | 00–5           |           |           |           |           |           | 40:12 (2021)  | 15:37 (2022)       |
| Berlin Thunder      | 2022            | 4              | 0              | 4              | 0,000          | 52             | 181            | −129           |           |           |           |           |           | –             | 14:63 (2025)       |
| Fehérvár Enthroners | 2024            | 2              | 2              | 0              | 1,000          | 86             | 38             | 0+48           |           |           |           |           |           | 35:10 (2024)  | –                  |
| Frankfurt Galaxy    | 2021            | 10             | 2              | 8              | 0,200          | 187            | 421            | −234           | 0         | 1         | 6         | 36        | −30       | 35:28 (2024)  | 10:74 (2025)       |
| Hamburg Sea Devils  | 2023            | 4              | 2              | 2              | 0,500          | 93             | 100            | 00−7           |           |           |           |           |           | 32:25 (2024)  | 17:34 (2023)       |
| Istanbul Rams       | 2022            | 2              | 2              | 0              | 1,000          | 83             | 68             | 0+15           |           |           |           |           |           | 43:30 (2022)  | –                  |
| Leipzig Kings       | 2021            | 4              | 3              | 1              | 0,750          | 104            | 121            | 0−17           |           |           |           |           |           | 48:47 (2021)  | 24:42 (2021)       |
| Madrid Bravos       | 2024            | 2              | 0              | 2              | 0,000          | 24             | 72             | 0–48           |           |           |           |           |           | –             | 00:37 (2024)       |
| Panthers Wrocław    | 2021            | 4              | 1              | 3              | 0,250          | 77             | 197            | −120           |           |           |           |           |           | 33:31 (2021)  | 03:57 (2025)       |
| Paris Musketeers    | 2023            | 6              | 0              | 6              | 0,000          | 68             | 317            | −249           |           |           |           |           |           | –             | 07:74 (2025)       |
| Prague Lions        | 2023            | 2              | 2              | 0              | 1,000          | 60             | 23             | 0+37           |           |           |           |           |           | 37:90 (2023)  | –                  |
| Raiders Tirol       | 2022            | 4              | 1              | 3              | 0,250          | 75             | 222            | −147           |           |           |           |           |           | 49:46 (2022)  | 00:68 (2025)       |
| Rhein Fire          | 2022            | 6              | 0              | 6              | 0,000          | 64             | 284            | −220           |           |           |           |           |           | –             | 03:62 (2023)       |
| Stuttgart Surge     | 2021            | 4              | 2              | 2              | 0,500          | 68             | 164            | 0–96           |           |           |           |           |           | 39:23 (2021)  | 07:88 (2025)       |

Stand: 17. August 2025
Legende:
| Spiele       | Siege              | Niederlagen           |
| SQ Siegquote | P+ gemachte Punkte | P− gegnerische Punkte |

## Trainer

### Head Coaches
| # | Name                  | Saisons | Regular Season | Regular Season | Regular Season | Regular Season | Play-offs | Play-offs | Play-offs |
| # | Name                  | Saisons | Spiele         | S              | N              | Gewonnen%      | Spiele    | S         | N         |
| - | --------------------- | ------- | -------------- | -------------- | -------------- | -------------- | --------- | --------- | --------- |
| 1 | Kirk Heidelberg       | 2021    | 10             | 5              | 5              | 0,500          | 1         | 0         | 1         |
| 2 | Frank Roser           | 2022    | 12             | 3              | 9              | 0.250          | 0         | 0         | 0         |
| 3 | Kahlil Carter *       |         | 0              | 0              | 0              | 0,000          | 0         | 0         | 0         |
| 4 | Christos Lambropoulos | 2023    | 12             | 4              | 8              | 0,333          | 0         | 0         | 0         |
| 5 | Gregg Brandon         | 2024    | 5              | 1              | 4              | 0,200          | 0         | 0         | 0         |
| 6 | Jag Bal               | 2024    | 7              | 5              | 2              | 0,714          | 0         | 0         | 0         |
| 7 | Javan Lenhardt        | 2025–   |                |                |                |                |           |           |           |

Anmerkung: * nur Off-Season

## Kader
| Abkürzungen der Spieler-Positionen im American Football | Abkürzungen der Spieler-Positionen im American Football |
| ------------------------------------------------------- | --- |
| Offense                                                 | QB – Quarterback \| RB – Runningback \| FB – Fullback \| TE – Tight End \| E/WR – Wide Receiver \| T – Tackle \| G – Guard \| C – Center |
| Defense                                                 | DT – Defensive Tackle \| DE – Defensive End \| NT – Nose Tackle \| LB – Linebacker \| ILB – Inside Linebacker \| MLB – Middle Linebacker \| OLB – Outside Linebacker \| CB – Cornerback \| NB – Nickelback \| FS – Free Safety \| SS – Strong Safety |
| Special Teams                                           | K – Kicker \| P – Punter \| KS – Kicking Specialist \| KOS – Kickoff Specialist \| LS – Long Snapper \| RS – Return Specialist \| KOR/KR – Kick Returner \| PR – Punt Returner \| PP – Punt Protector                                                |

## Eigentümer
Die Cologne Football Betreiber GmbH wurde von Hans Seger gegründet. Seger ist selbständiger Medienmanager und arbeitete bei der ARD, Disney und Premiere. Geschäftsführer war Tillmann Stracke. Von Mai 2021 bis Oktober 2022 war David Drane mit 10 % an der Gesellschaft beteiligt. Seit Januar 2023 war der ehemalige Moderator und Medienmanager Tonye Spiff Geschäftsführer und General Manager. Im Oktober 2023 wurde Raimund Ruppert Geschäftsführer, im Februar 2024 übernahm Senad Mecavica diese Aufgabe. General Manager war ab November 2023 Christoph Lörcks.
Im Frühjahr 2025 wurden die Centurions an die CH Sport Betreiber GmbH übertragen. Eigentümer ist Senad Mecavica.

## Sponsoren und Partner
Die Partner- und Sponsorengruppe der Cologne Centurions ist in vier Kategorien gegliedert. Als „Premium Partner“ werden das Mindener Unternehmen für Informationssicherheit Admijalo, die Aircon-Technik GmbH aus der Lüftungs- und Klimatechnikbranche mit Sitz in Brühl und die Sünner-Brauerei aus Köln aufgeführt. Die „Partner“ sind insgesamt zehn Unternehmen, darunter die Krankenversicherung Barmer, der Nahrungsergänzungsmittelhändler AMSPORT, das Druck Center Meckenheim und das Kölner Restaurant Bang Bang. „Web3 Partner“ ist die NFT-Kollektion inBetweeners. „Business Club Partner“ sind der Hersteller für Badezimmer- und Küchenarmaturen GESSI sowie die Aachener Webagentur AIXTRA - WEB.
Die Centurions kooperierten anfangs 2021 mit den Cologne Falcons. Ab 2023 arbeitete man mit den Blackvenom Wesseling zusammen und nutzen deren Trainingsflächen. Seit 2025 sind die Pulheimer SC Bulldogs Kooperationspartner.